# Robert Desnos
Robert Desnos (ur. 4 lipca 1900 w Paryżu, zm. 8 czerwca 1945 w Terezinie) – francuski poeta, prozaik, dramaturg, eseista i awangardowy filmowiec związany z nurtem surrealistycznym w sztuce. Oprócz Aragona i Éluarda najważniejszy z liderów surrealizmu w literaturze.
Wywodził się z klasy średniej. Jako młody człowiek pracował w biurze. Prędko zaangażował się w ruch komunistyczny, ale z czasem zmienił poglądy, co poróżniło go z surrealistami. Od początku swej drogi artystycznej związany z nurtami awangardowymi, m.in. z dadaizmem. W latach 20. utrzymywał się głównie z pracy w redakcji Paris-Soir.
Debiutował w prasie w 1917, a w 1922 napisał pierwszą książkę.
Jako młody twórca był przyjacielem André Bretona, który bardzo go cenił. Desnos fascynował się w tamtych czasach pisaniem automatycznym.
W połowie lat 20., poróżniwszy się z kręgiem Bretona, próbował klasycznych środków formalnych, nawiązując do Baudelaire’a. Prędko stał się zajadłym przeciwnikiem surrealistów. Opublikował szereg artykułów związanych z estetyką różnych dziedzin sztuki nowoczesnej, zwłaszcza interesował się jazzem i kinematografią. Na początku lat 30. zaczął pracować w radiu. Przyjaźnił się z Hemingwayem, Dos Passosem i Picassem.
W czasie II wojny światowej uczestnik francuskiego ruchu oporu. Pod pseudonimami publikował liczne teksty antyhitlerowskie. Aresztowany przez Gestapo w 1944, został wywieziony do niemieckiego obozu koncentracyjnego Auschwitz, potem do Buchenwaldu, Flossburga i obozu Theresienstadt w Terezinie, gdzie już po wojnie zmarł na tyfus. Nie zachowały się wiersze, które pisał podczas uwięzienia. Według relacji towarzyszy niedoli odznaczał się niezwykłą odwagą i hartem ducha – udawało mu się nawet manipulować strażnikami.
Erotyki poświęcone żonie Youki stanowią bardzo istotną część twórczości.
Poezję Desnosa wielokrotnie umuzyczniano, zrobił to m.in. Witold Lutosławski.
1974 – publikacja książki zawierającej teksty Desnosa opatrzone dwudziestoma pięcioma litografiami Joana Miró. Wydawnictwo uchodzi za jedną z najwybitniejszych książek artystycznych.

## Ważniejsze dzieła
- „Deuil pour deuil” (1924),
- „Corps et biens” (1930),
- „État de veille” (1943),